# Polacy w Republice Serbskiej

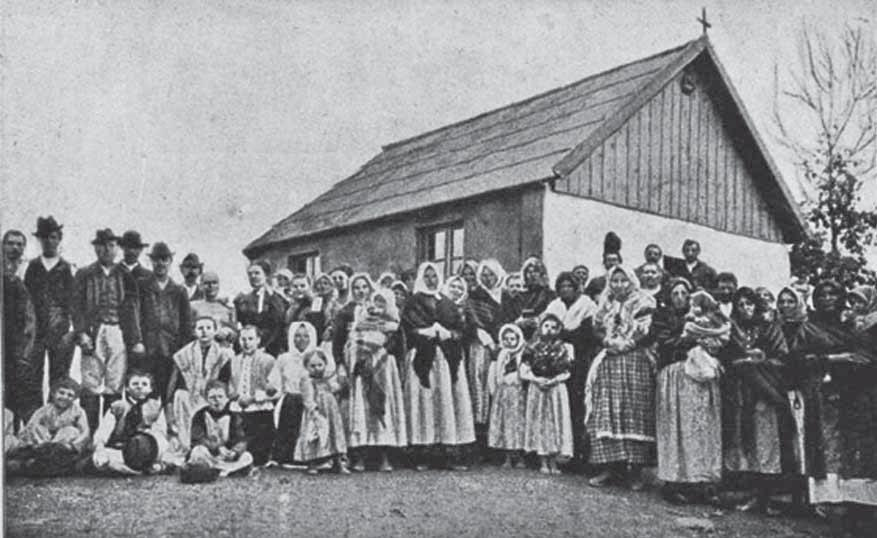
Pierwsi polscy osadnicy w Čelinovacu.

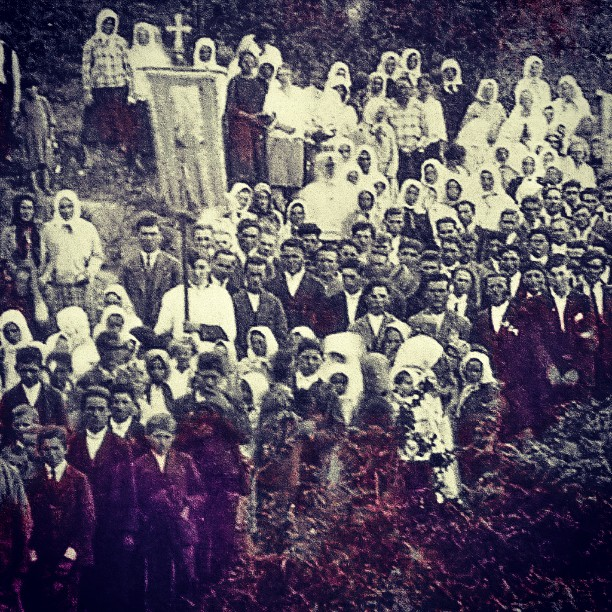
Polonia w Bośni w czasie nabożeństwa, lata 30.

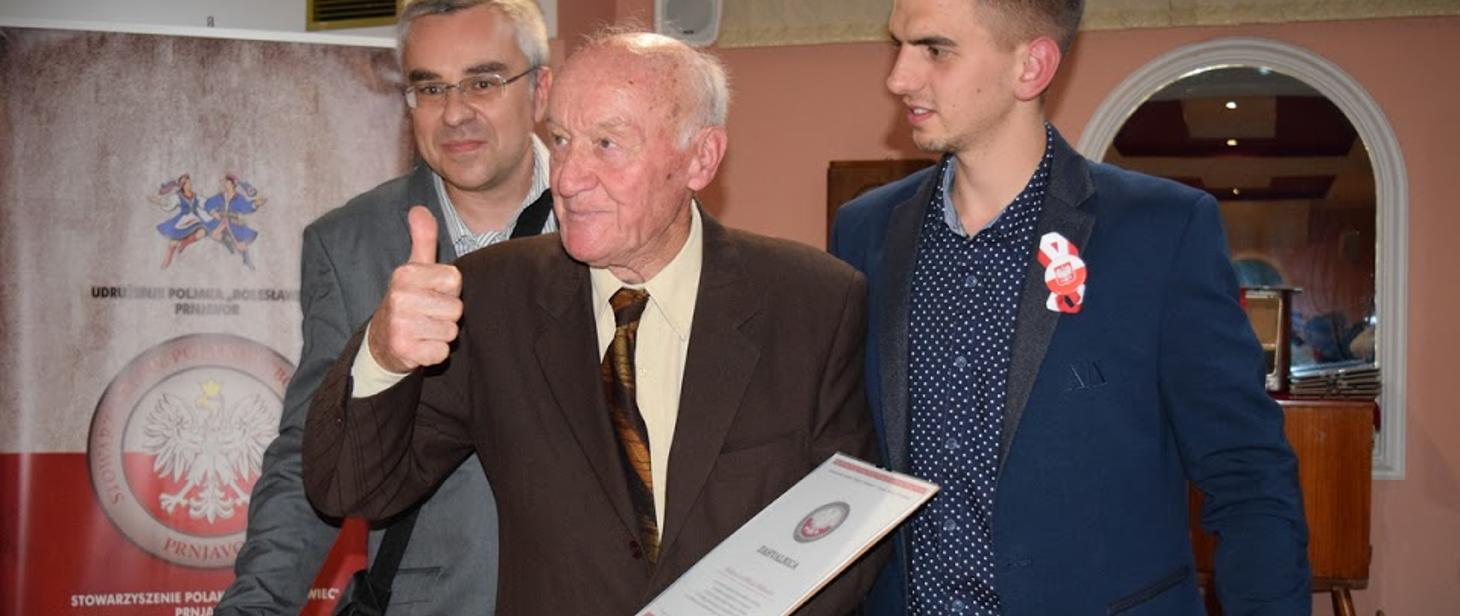
Tomislav Durtka, Miloš Mišković, Igor Kanjski podczas uroczystości stowarzyszenia Polaków „Bolesławiec” z Prnjavora.

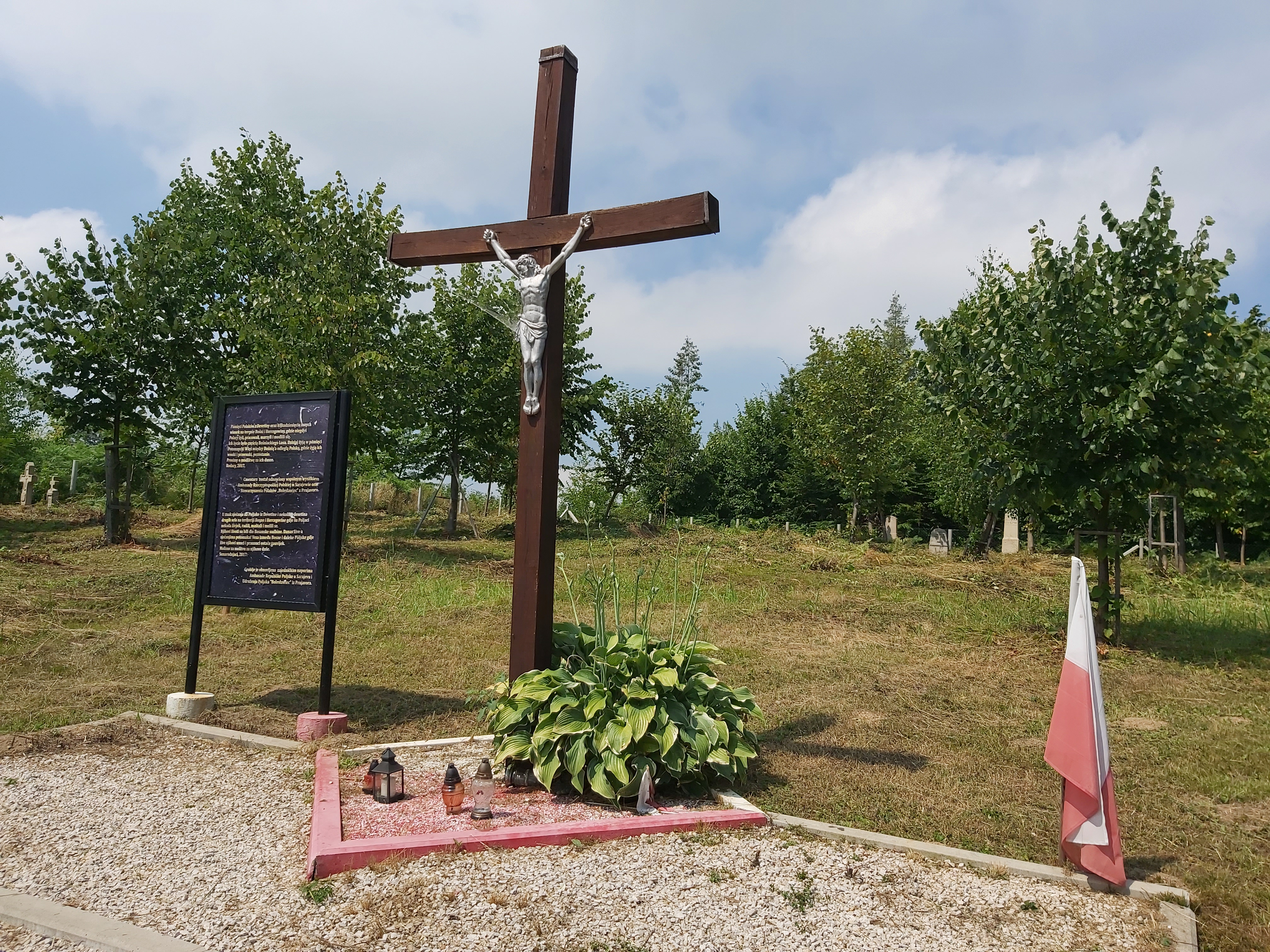
Polski cmentarz w Devetinie

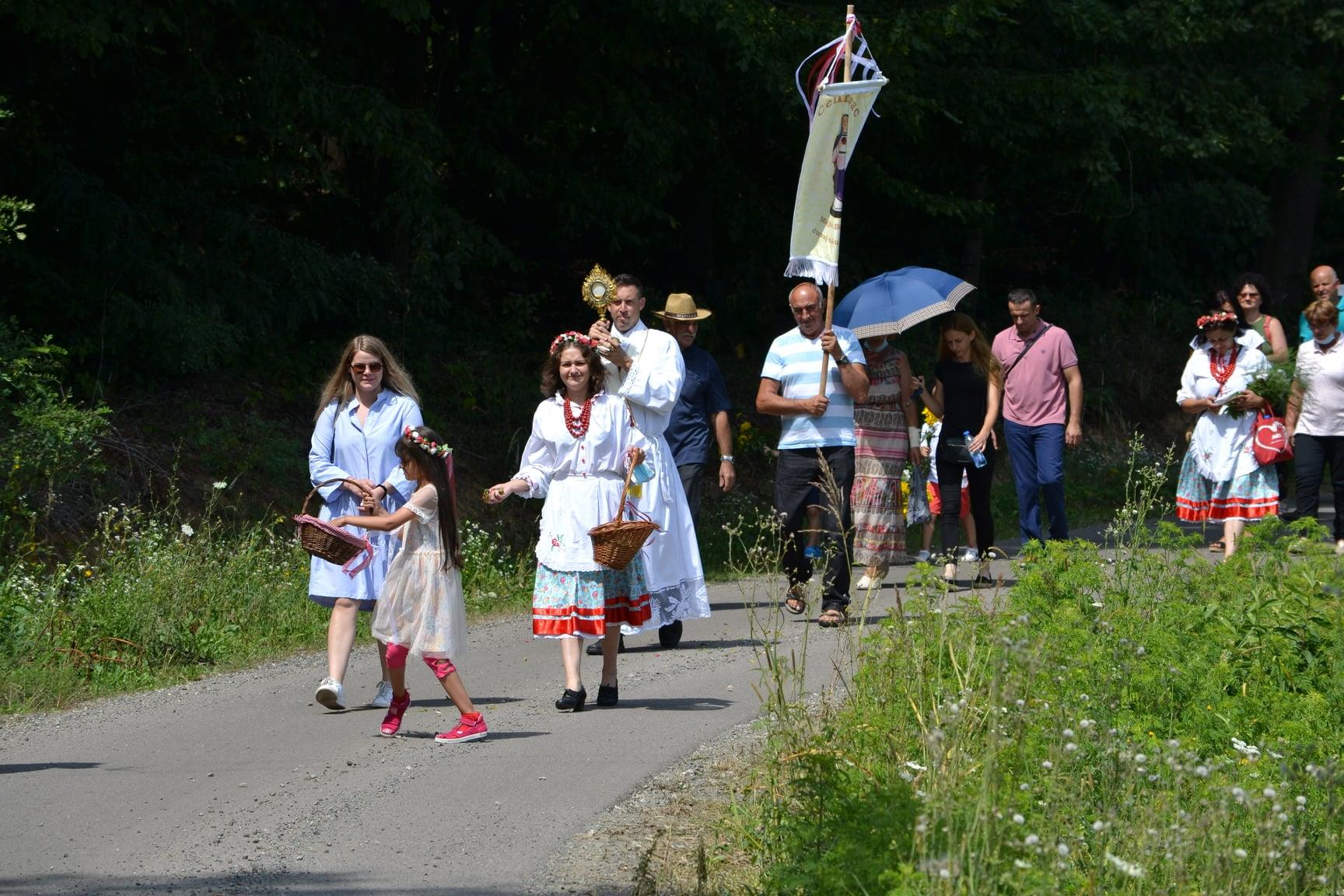
Procesja podczas X festiwalu polonijnego Pirogijada w Čelinovacu

Polacy w Republice Serbskiej (serb. Пољаци у Републици Српској) – mniejszość narodowa w Republice Serbskiej.

## Mniejszość narodowa
Początki mniejszości polskiej na terenie obecnej Republiki Serbskiej sięgają 1895, kiedy przybyli tu pierwsi emigranci z Galicji i Bukowiny. Osiedli się oni i mieszkali na terenie Bośni. Po zakończeniu II wojny światowej w 1946 Jugosławię opuściło łącznie około 18 tysięcy polskich osadników. Pozostało około półtora tysiąca w okolicach Banja Luki, Gradiški oraz Prnjavora. Większość reemigrantów osiedliło się na Dolnym Śląsku w okolicach Bolesławca.
Mieszkający na terenie Republiki Serbskiej są potomkami Polaków w trzecim lub czwartym pokoleniu. Według spisu ludności z 2013 w Republice Serbskiej na 1 170 342 mieszkańców mieszkało 186 Polaków (91 mężczyzn i 95 kobiet). Najwięcej mieszkało w: Banja Luce 35 osób, Gradišce 38 osób, Laktasi 16 osób, Prnjavorze 64 osoby. W innych miejscowościach takich jak: Bijeljina, Derventa, Doboj, Zvornik, Oštra Luka, Prijedor, Srebrenica, Foča, Celinac i Srbac mieszkało od 1 do 9 osób pochodzenia polskiego.

## Prawa mniejszości narodowej
Zgodnie z Konstytucją z 2006 mniejszości narodowe w Republice Serbskiej zgodnie z art. 14 mają prawo do pełnego równouprawnienia i poszanowania tożsamości etnicznej (w zakresie kultury, kształcenia, informacji i stosowania języka w urzędach w mowie i piśmie) oraz indywidualnymi (art. 75 i 76). Konstytucja zabrania przymusowej asymilacji, gwarantując prawo do wyrażania, ochrony i rozwijania swojej odrębności etnicznej, kulturowej i religijnej. Mniejszości narodowych mogą w miejscach publicznych używać swoich symboli, a także języka. W zależności od liczebności populacji w danym regionie jest możliwe używanie własnego języka w urzędach, organizacjach i innych jednostkach samorządowych. Przedstawiciele mniejszości mogą zakładać stowarzyszeń o charakterze oświatowym i kulturalnym, jeśli są one dobrowolnie finansowane.
Nauka języka serbskiego jest obowiązkowa. Zgodnie z Ustawą o podstawach systemu kształcenia i wychowania z 2004 oraz Ustawą o samorządzie lokalnym możliwe jest zorganizowanie nauki w języku mniejszości, pod warunkiem że będzie co najmniej 15 uczniów.

## Stowarzyszenia
Mniejszości narodowe na poziomie centralnym reprezentuje Rada ds. mniejszości narodowych (Savet za nacjonalne manjine Zaštitnika građana).
W 2003 powstało Stowarzyszenie Mniejszości Narodowych Republiki Serbskiej. Należy do niego 11 stowarzyszeń mniejszości narodowych: czeskiej, włoskiej, żydowskiej, węgierskiej, macedońskiej, niemieckiej, polskiej, romskiej, słowackiej, słoweńskiej i ukraińskiej. W Republice Serbskiej funkcjonują 3 stowarzyszenia Polonijne: w Banja Luce, Prnjavorze, Gradiszce:
- Stowarzyszenie Polaków w Banja Luce zaczęło działalność w maju 2004[7]. Należy do niego około 100 osób[7]. Członkowie uczestniczą w tradycyjnym festiwalu mniejszości narodowych, najważniejszych obchodach polskich świąt państwowych i religijnych[7]. Została zorganizowana szkoła języka polskiego i kultury polskiej[7]. Prezeską Stowarzyszenia, Danijel Kovč[8].
- W Gradišce działa Polskie Stowarzyszenie „Mak”, którego prezesem jest Marija Buganik-Pranjić[9].
- W Prnjavorze działa Związek Mniejszości Narodowych, którego prezesem jest Igor Kanjski[10].

## Szkoła Języka Polskiego i Kultury
W 2011 rozpoczęła działalność Szkoła Języka Polskiego i Kultury Polskiej. Zajęcia odbywały się dwa razy w tygodni, wieczorem w siedzibie Związku Mniejszości Narodowych Republiki Serbskiej w Banja Luce. W kursie mogli uczestniczyć wszyscy zainteresowani, którzy wnieśli ustalona opłatę.

## Imprezy cykliczne
Organizacje polonijne organizują kilka razy w roku cykliczne imprezy kulturalne. We wsi Čelinovac w gminie Gradiška jest organizowany od 2010 przez Stowarzyszenie Polaków i Przyjaciół „MAK” festiwal pierogów „Pirogijada”. W Prnjavorze od 2009 jest organizowany festiwal mniejszości narodowych „Mała Europa”.